# Cry Baby Cry
«Cry Baby Cry» és una cançó de The Beatles del seu àlbum doble The Beatles, més conegut com The White Album, publicat el 1968. Encara que està acreditada a Lennon-McCartney, va ser composta únicament per John Lennon. És l'última cançó del disc amb presència instrumental del grup. La cançó tracta sobre un vell conte que Lennon recordava de la seva joventut.
El tema inclou també una pista oculta no reconeguda que consisteix curta cançó interpretada per Paul McCartney, la frase més important de la qual és "Can You Take Me Back". Aquesta part no apareix a les lletres impreses de l'àlbum.
El diari The Independent va col·locar «Cry Baby Cry» a la posició 19 en el seu ranking de les 30 cançons de l'Àlbum Blanc.

## Composició
Hi ha demos que indiquen que Lennon va compondre la cançó a finals de 1967. La lletra original era "Cry baby cry, make your mother buy"; Lennon va explicar al biògraf Hunter Davies que va extreure aquestes paraules d'un anunci. Algunes altres parts de la lletra de la cançó es basen lleugerament en la cançó infantil «Sing a Song of Sixpence».

## Gravació
L'enginyer de so Geoff Emerick va renunciar durant l'enregistrament de «Cry Baby Cry», encara que la seva partida va ser precedida per les obsessions de Lennon i McCartney sobre l'enregistrament de «Revolution» i «Ob-La-Di, Ob-La-Da», respectivament, i les tensions generals de les sessions. Emerick no tornaria a treballar amb els Beatles fins a la gravació de «The Ballad of John and Yoko» nou mesos després.
Després d'un dia d'assaig, el 16 de juliol de 1968 es van col·locar les pistes bàsiques de la guitarra i el piano de Lennon i la seva veu a la introducció, el baix de McCartney, la bateria de Ringo Starr i l'harmònium de George Martin. Totes les altres parts van ser doblades dos dies després: la veu principal de Lennon, els cors i panderetes en falset de Lennon i McCartney, l'introducció d'harmònium de Martin, els efectes de so de te i la guitarra de George Harrison, que era una Gibson Les Paul prestada per Eric Clapton i que aviat es convertí en un regal permanent.

## «Can You Take Me Back?»
Aquesta pista oculta va ser improvisada i cantada per Paul McCartney durant una sessió de la cançó «I Will» el 16 de setembre de 1968. Encara que la cançó no té nom oficial, se la coneix popularment com a «Can You Take Me Back» degut a la línia principal de la lletra, i així va ser anomenada a la llista de cançons de l'edició de The Beatles del 50 aniversari, on una versió íntegra de la cançó es coneix com «Can You Take Me Back? (Take 1)».

## Personal
- John Lennon: Veu i harmonia vocal, guitarra acústica (Gibson J.160e), piano (Hamburg Steinway Baby Grand)
- Paul McCartney: Cors, baix (Rickenbacker 4001s), acordió, piano (Hamburg Steinway Baby Grand)
- George Harrison: Guitarra elèctrica (Fender Stratocaster "Rocky"), orgue (Hammond L-100)
- Ringo Starr: Bateria (Ludwig Super Classic), pandereta
- George Martin: Harmònium

«Can You Take Me Back?»
- Paul McCartney: Veu, guitarra acústica (Martin & Co. D.28)
- John Lennon: Maraques
- Ringo Starr: Bongos

Personal per Ian MacDonald.